# Москвич-410
Москви́ч-410 — советский полноприводный автомобиль I группы малого класса повышенной проходимости, выпускавшийся с 1957 по 1960 год на Московском заводе малолитражных автомобилей (МЗМА). Фактически являлся полноприводным вариантом седанов Москвич-402 и Москвич-407 с усиленным несущим кузовом и прочими доработками, ориентированным для нужд сельских жителей. В 1959—1960 гг. выпускался также полноприводный универсал Москвич-411. Выпуск полноприводных автомобилей на МЗМА был свернут в начале 60-х в связи с недостатком производственных мощностей завода из-за роста экспортной программы «Москвич-407». Всего было изготовлено порядка 10,5 тысяч автомобилей «Москвич-410» и «Москвич-410Н», а также 1515 автомобилей «Москвич-411».

## Концепция и история создания

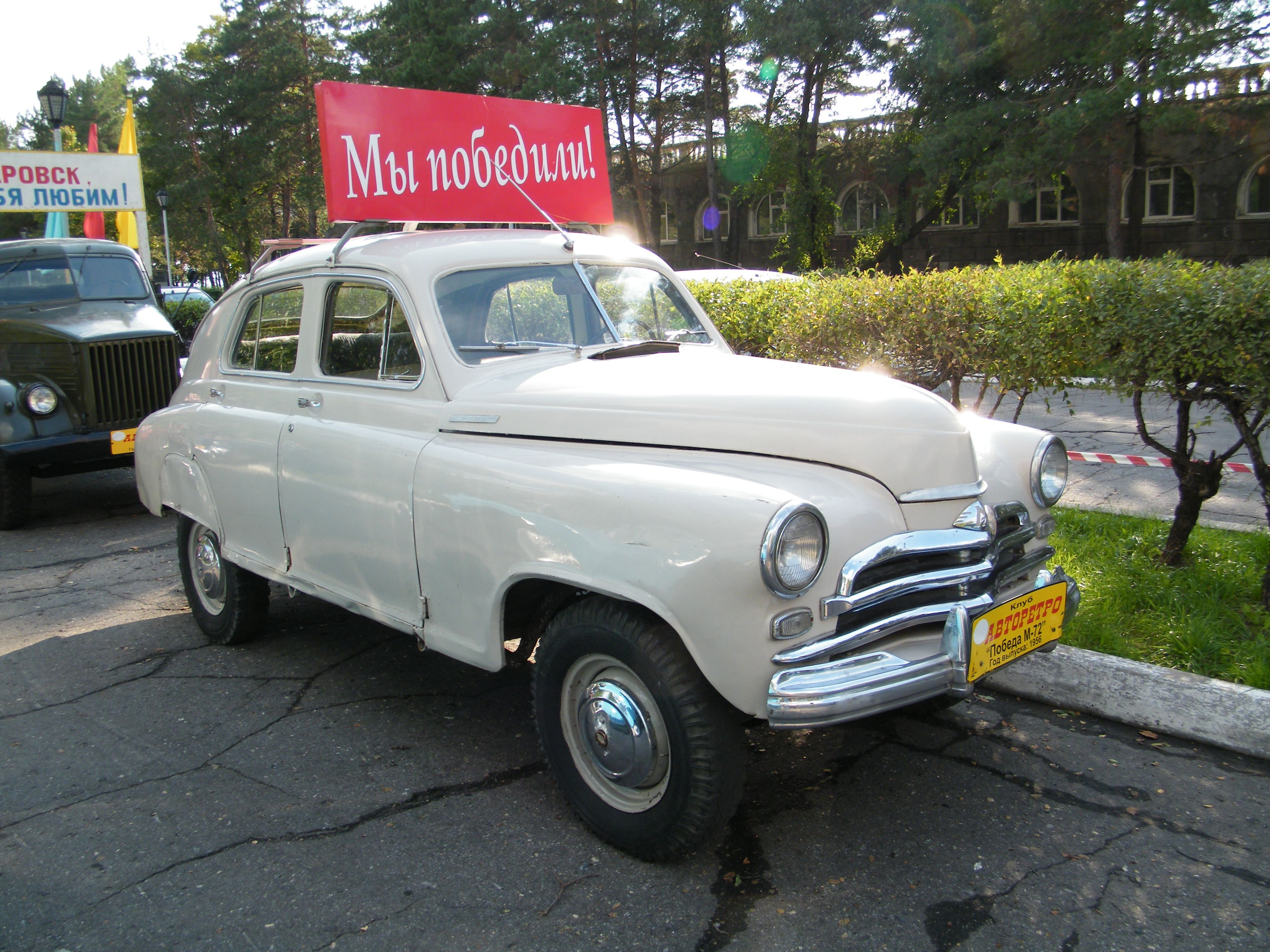
ГАЗ-М-72

Вскоре после начала кампании по освоению целины, в связи с необходимостью оперативного ремонта техники в поле, встал вопрос о предоставлении механизаторам личных транспортных средств. ГАЗ-69 для этих целей не годился ввиду чрезмерного расхода топлива. В 1955 году на Горьковском автомобильном заводе были созданы первые прототипы M72, больше известного как ГАЗ-М-72 — комфортабельного вездехода на основе переработанного кузова «Победы» и агрегатов ГАЗ-69. Идея внедорожников на базе легковых автомобилей пришлась по нраву высшему руководству партии.

Опытный прототип ГАЗ-М-73, 1956 год

В 1956 году началась разработка прототипа М-73, главным отличием от предыдущего было то, что создавался он с нуля, без привязки к какому-либо кузову. Двигатель и ряд агрегатов был позаимствован от Москвича-402. Однако, по причине отсутствия на тот момент у ГАЗа достаточных производственных мощностей, все наработки были переданы на МЗМА, машина в серию запущена не была.
Не считая ряда конструкторских нововведений (например, двухступенчатая раздаточная коробка) новый внедорожник во многом копировал Москвич-402. В первом квартале 1957 года Москвич-410 была запущен в серийное производство.
Массовая эксплуатация 410-го выявила ряд дефектов (см. Дефекты конструкции), поэтому практически сразу на МЗМА были начаты работы по созданию совершенно нового полноприводного «Москвича». Первый опытный образец был собран в 1957 году. Как внешне, так и конструктивно прототип напоминал американский внедорожник Willys MB. В 1958 году кузов был изменен — прототипу с брезентовым откидным верхом был присвоено имя «Москвич-415». В 1960 году была сконструирована модель с цельнометаллическим кузовом — Москвич-416.
В 1961 году, со сменой руководства МЗМА, были изменены приоритеты. Руководством завода было принято постановление о прекращении разработки семейства вездеходов и увеличении производства Москвича-407, пользующейся спросом на Западе. 415-й и 416-й так и не были запущены в серию.

## Обзор конструкции
В сравнении с 402-й моделью «Москвич-410» получил усиленный кузов, перенял рулевой механизм от «Победы», система смазки двигателя была оборудована масляным радиатором, в переднем мосту использовались шарниры равных угловых скоростей типа «Бендикс-Вейсс». Специально для 410-го была спроектирована двухступенчатая раздаточная коробка. Телескопические амортизаторы были заменены на рычажные, так как они больше подходили для эксплуатации в условиях бездорожья. На 410-й были установлены шины увеличенной размерности 6,40—15" со специальным «зубчатым» рисунком протектора. Дорожный просвет был увеличен до 220 мм, что повысило проходимость. Автомобиль мог преодолевать брод глубиной до 0,5 м и подъём крутизной до 33 градусов. Были подобраны иные, нежели в Москвиче-402, передаточные отношения трансмиссии, в результате чего улучшились тяговые качества, но снизилась максимальная скорость (со 105—115 км/ч у 402-го до 85 — у 410-го).
Модернизированный в 1958 году «Москвич-410Н» и универсал «Москвич-411», производство которого началось годом позже, получили более мощный верхнеклапанный 45-сильный двигатель и 4-ступенчатую КПП от «Москвича-407». Передаточное число редуктора главной передачи заднего моста было уменьшено (но при этом силовой диапазон трансмиссии вырос с 8,25 до 8,9), что увеличило максимальную скорость на 10 км/ч. «Москвич-410» все же не являлся полноценным вездеходом, каким был выпускавшийся в то же время ГАЗ-69. В инструкции по эксплуатации недвусмысленно указывается на то, что полноприводный автомобиль «Москвич-410» «характеризуется только повышенной проходимостью, но при этом не является автомобилем-вездеходом, поэтому нельзя пытаться пользоваться им на особо тяжелых дорогах и в условиях, не соответствующих их возможностям».

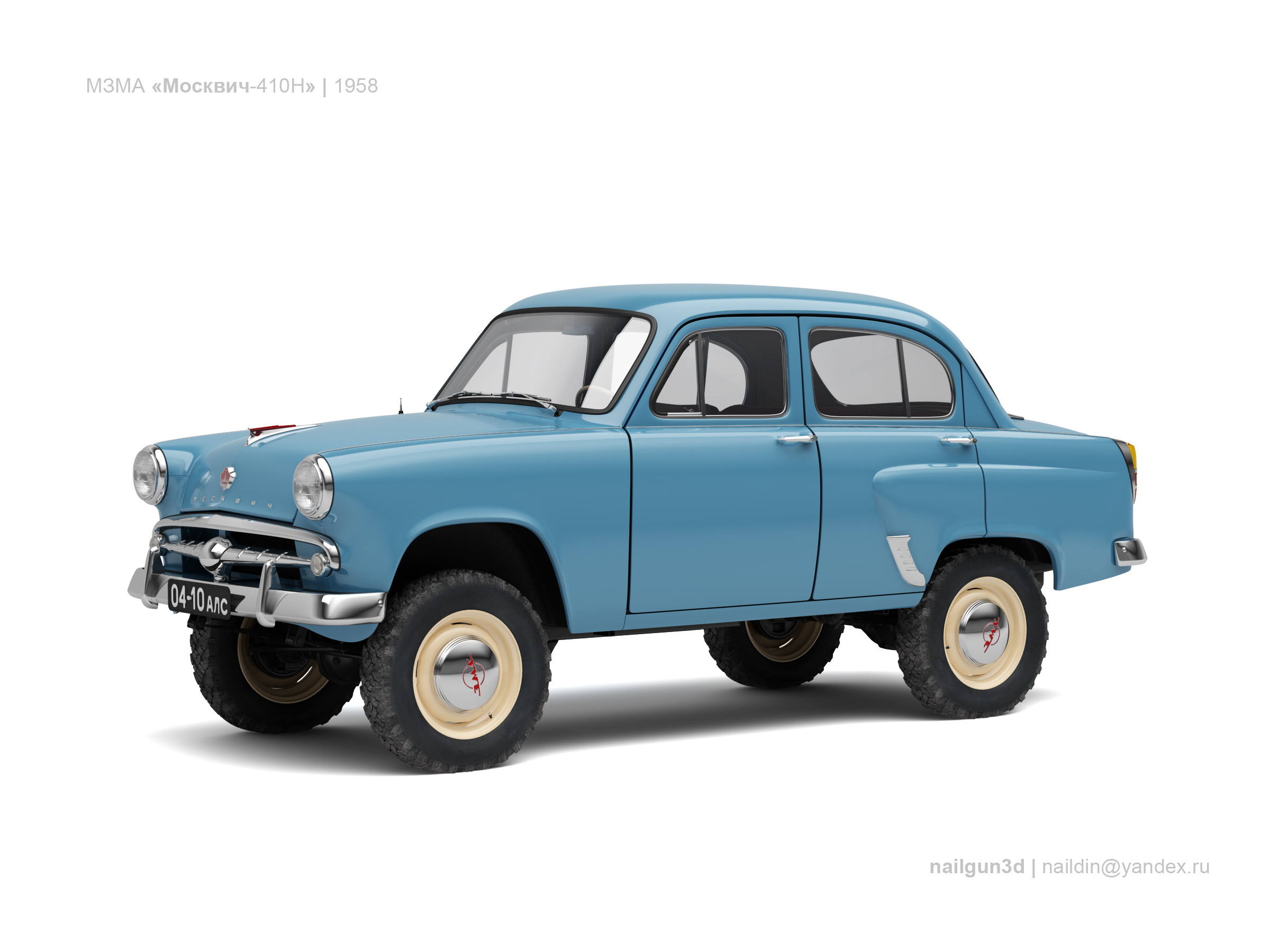
МЗМА "Москвич-410Н" трёхмерная модель
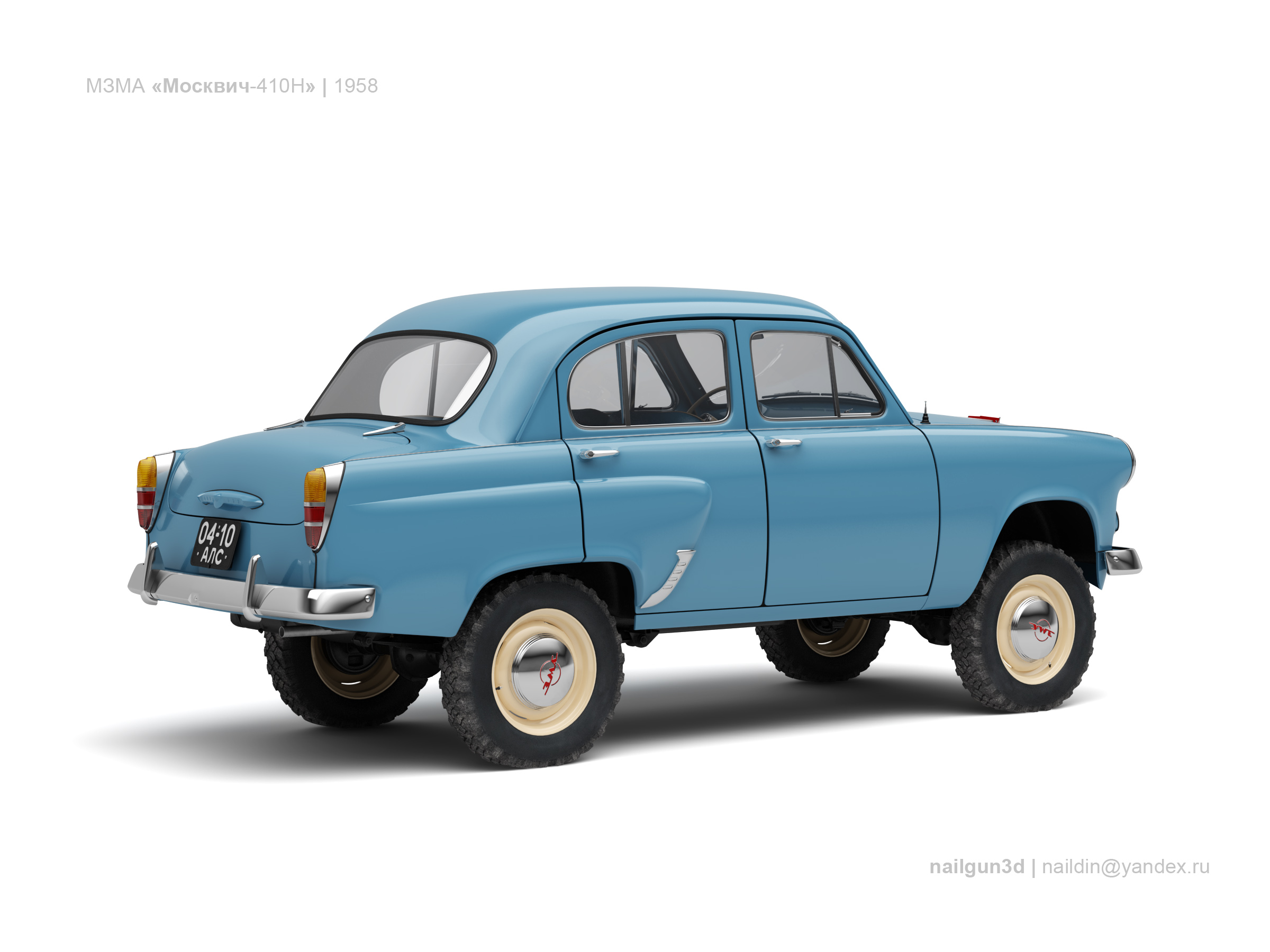
МЗМА "Москвич-410Н" трёхмерная модель
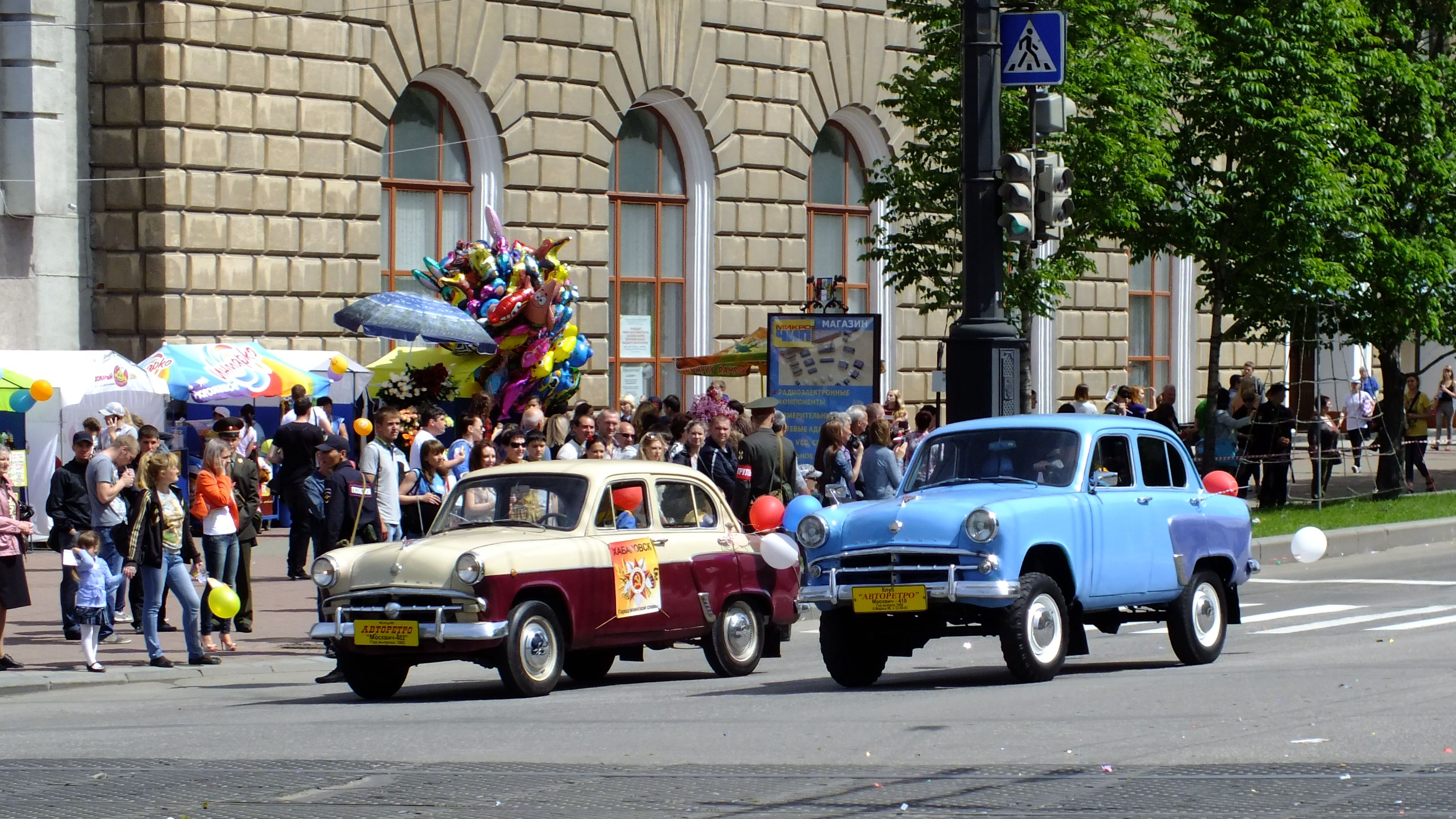
Москвич-402 и Москвич-410
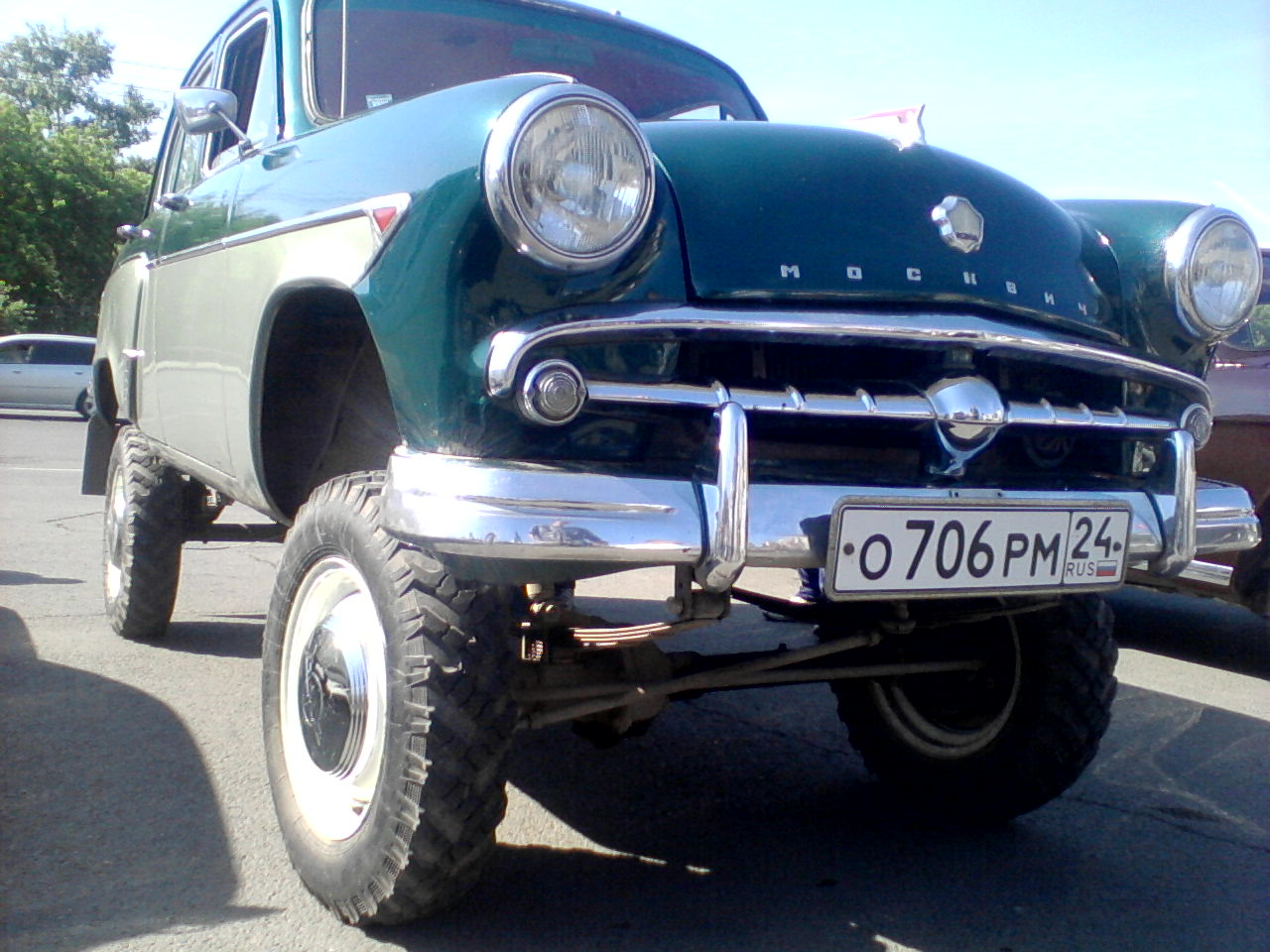
Москвич-410 на автомобильной выставке
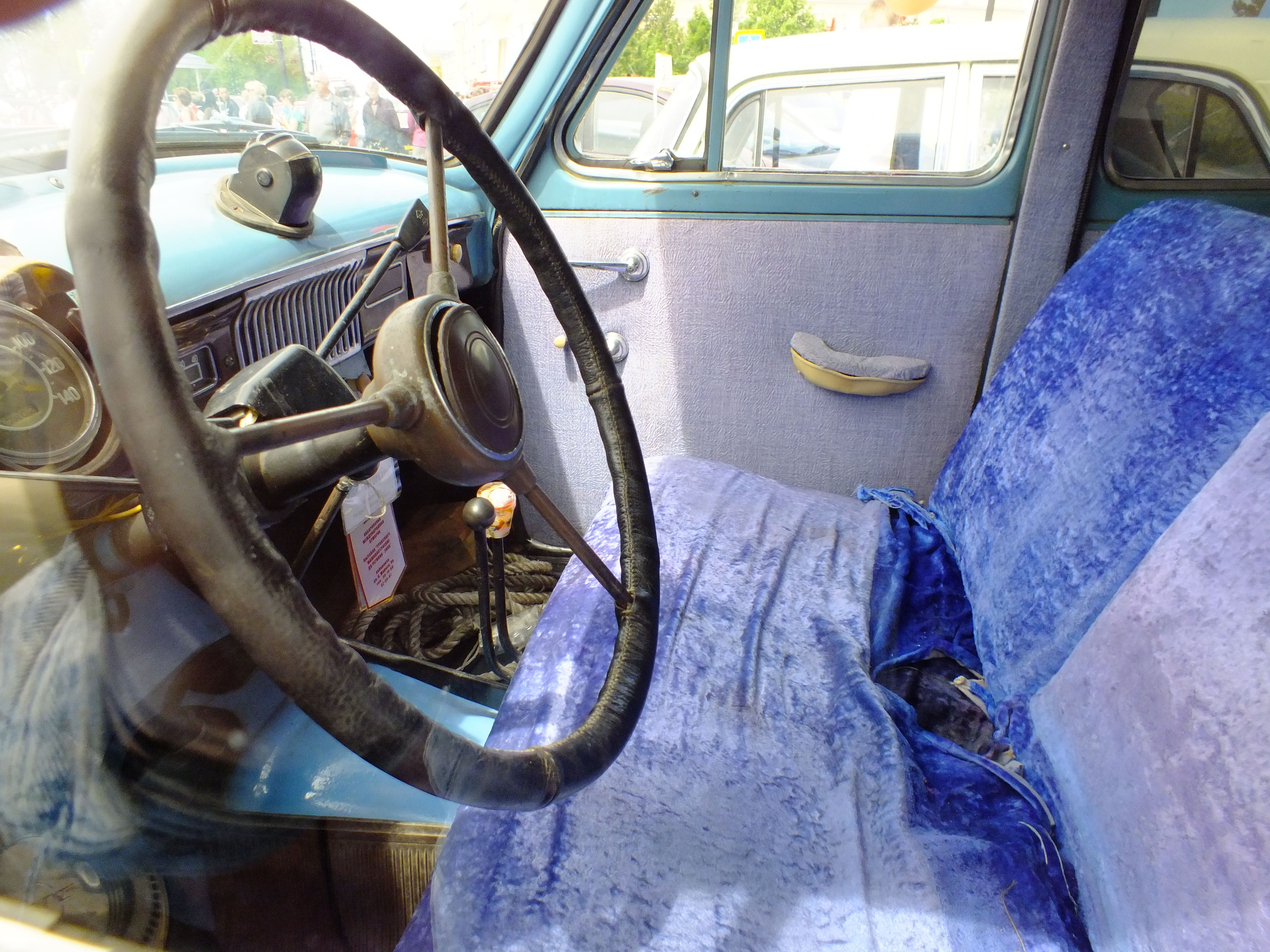
Место водителя
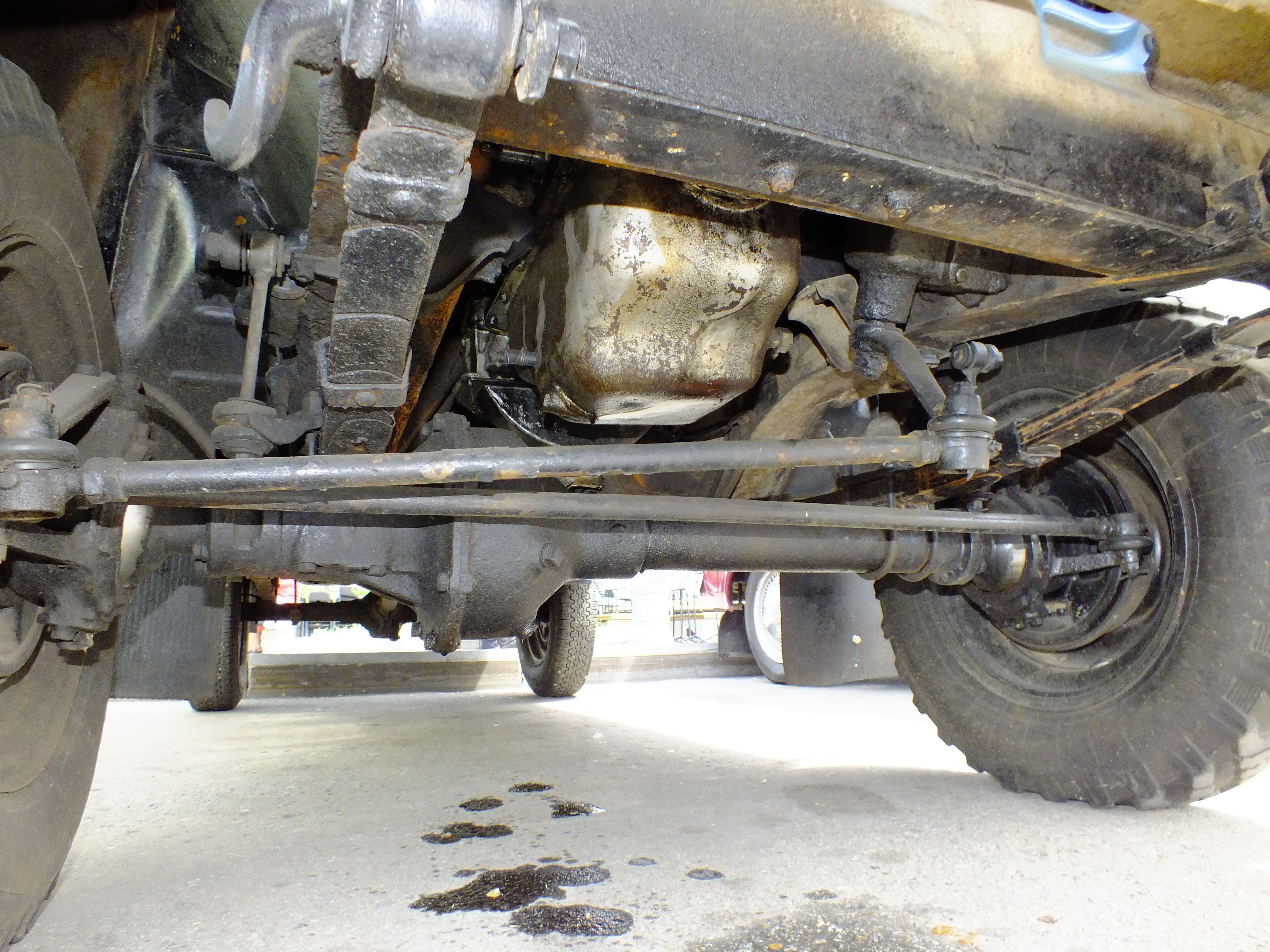
Передний ведущий мост
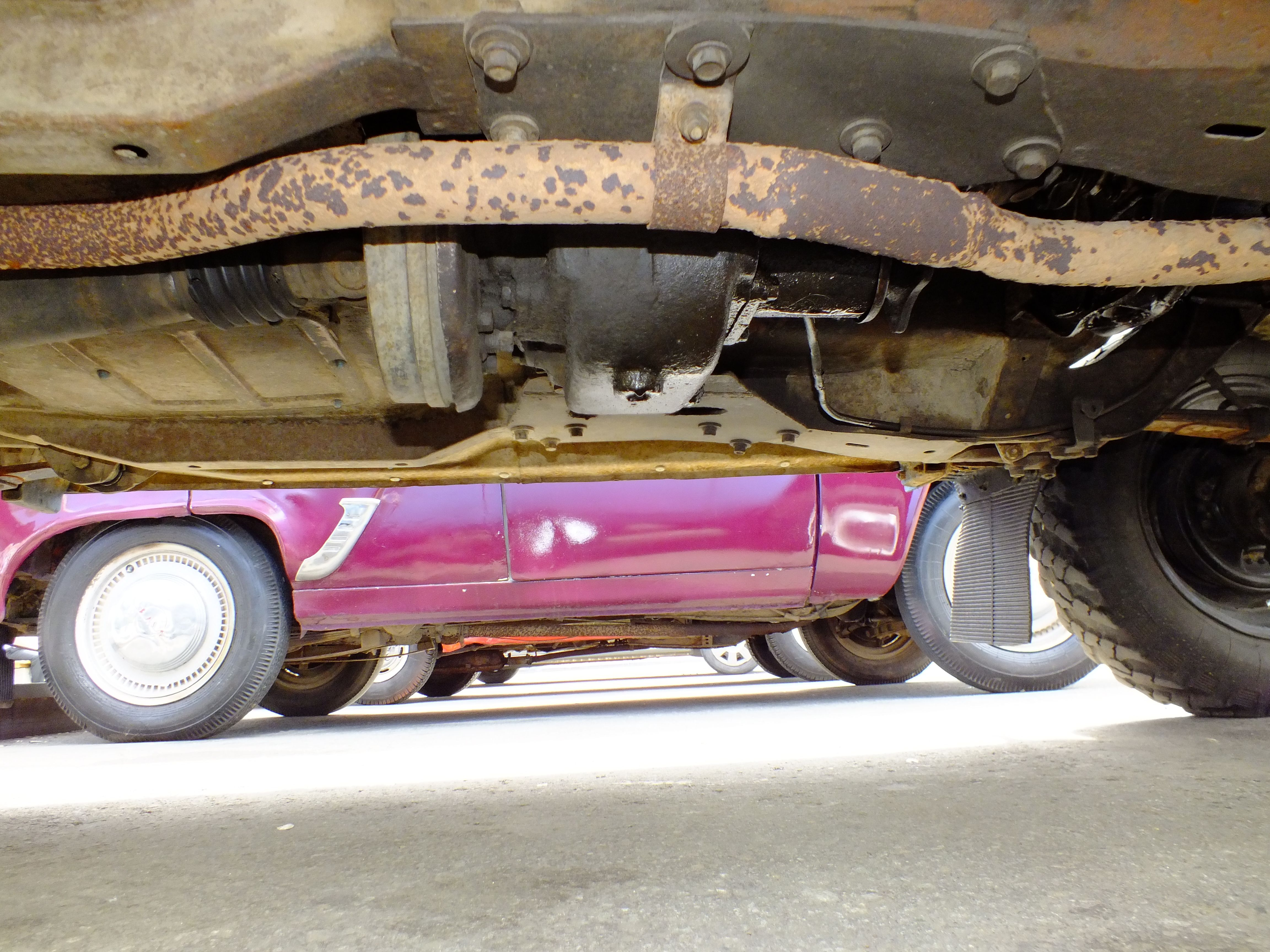
Раздаточная коробка и стояночный тормоз
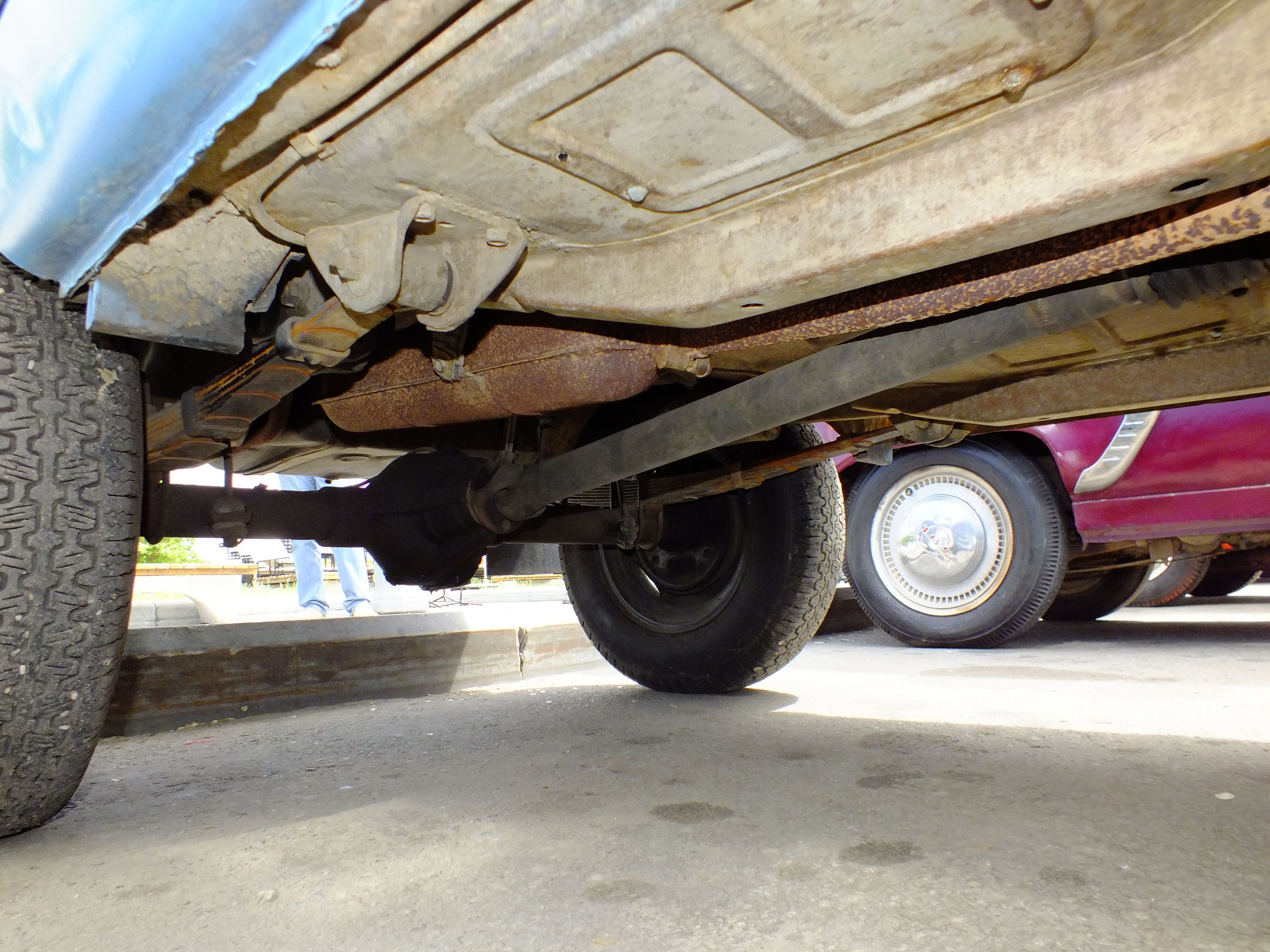
Задний мост

### Дефекты конструкции
Из-за высоко расположенного центра тяжести Москвич-410 был неустойчив на дороге. Так, при прохождении поворотов на высокой скорости или боковых кренах автомобиль был склонен к опрокидыванию.
Конструкция кузова была недостаточно жёсткой. При эксплуатации в условиях бездорожья с большой загрузкой силовые элементы кузова быстро «уставали» и могли лопнуть.
Несмотря на всё это, многие экземпляры автомобиля вполне успешно дожили до наших дней и находятся в рабочем состоянии.

## Москвич-410 в кино
- Не имей 100 рублей... (26-27 минута фильма - автомобиль стоит на обочине, серого цвета)

## В игровой и сувенирной индустрии
В сентябре 2010 года в рамках проекта «Автолегенды СССР» 42-м номером вышла модель автомобиля «Москвич-410» тёмно-зелёного цвета.

## Модификации
- МЗМА-410 (1957—1958) — базовый седан с кузовом и двигателем от «Москвич-402»;
- МЗМА-410Н (1958—1960) — модернизированный седан с кузовом и двигателем от «Москвич-407»;
- МЗМА-411 (1959—1960) — универсал с кузовом от «Москвич-423Н»;
- МЗМА-431 (1960) — фургон с кузовом от «Москвич-430», был изготовлен единственный опытный образец.

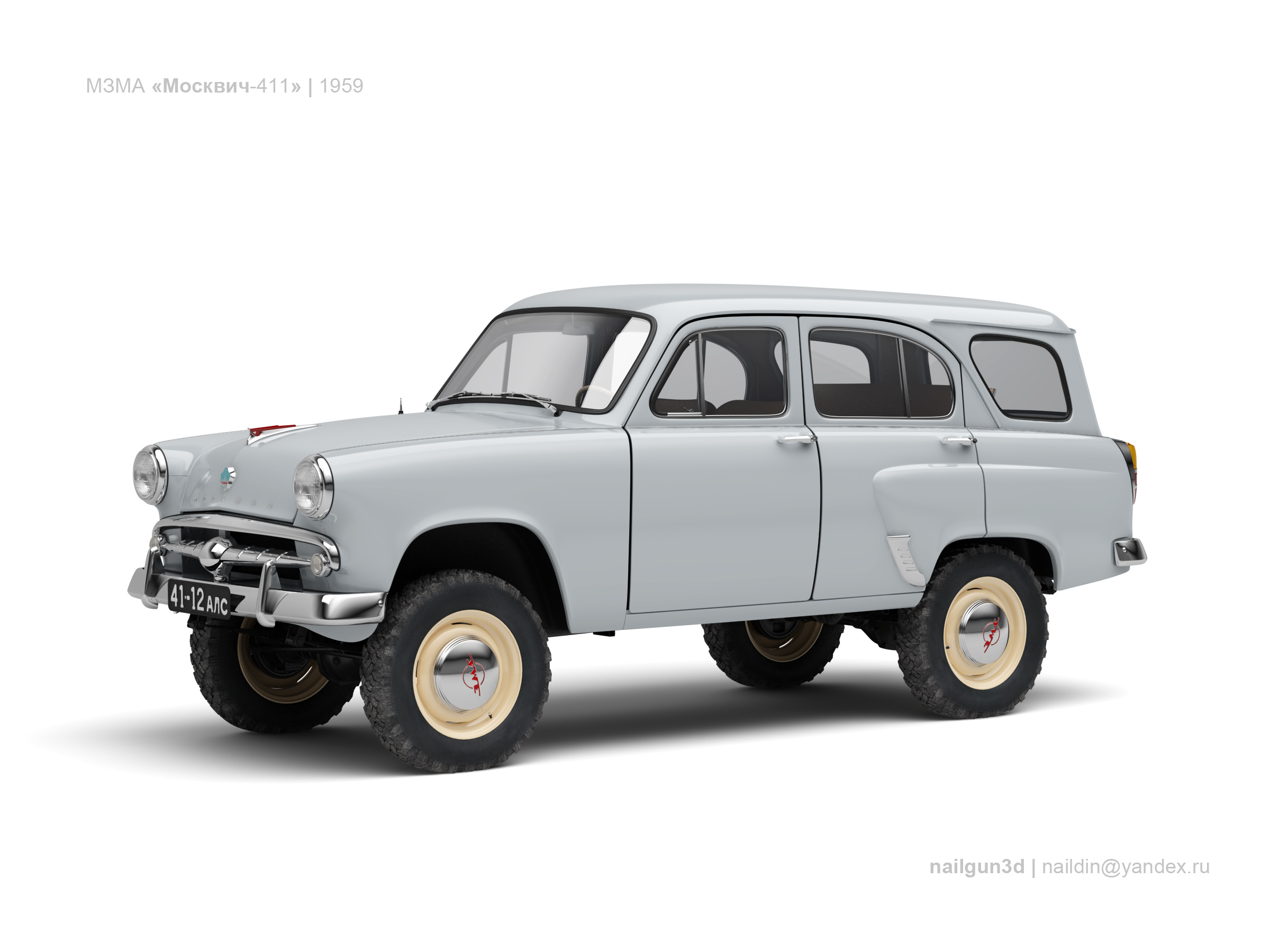
МЗМА "Москвич-411Н" трёхмерная модель
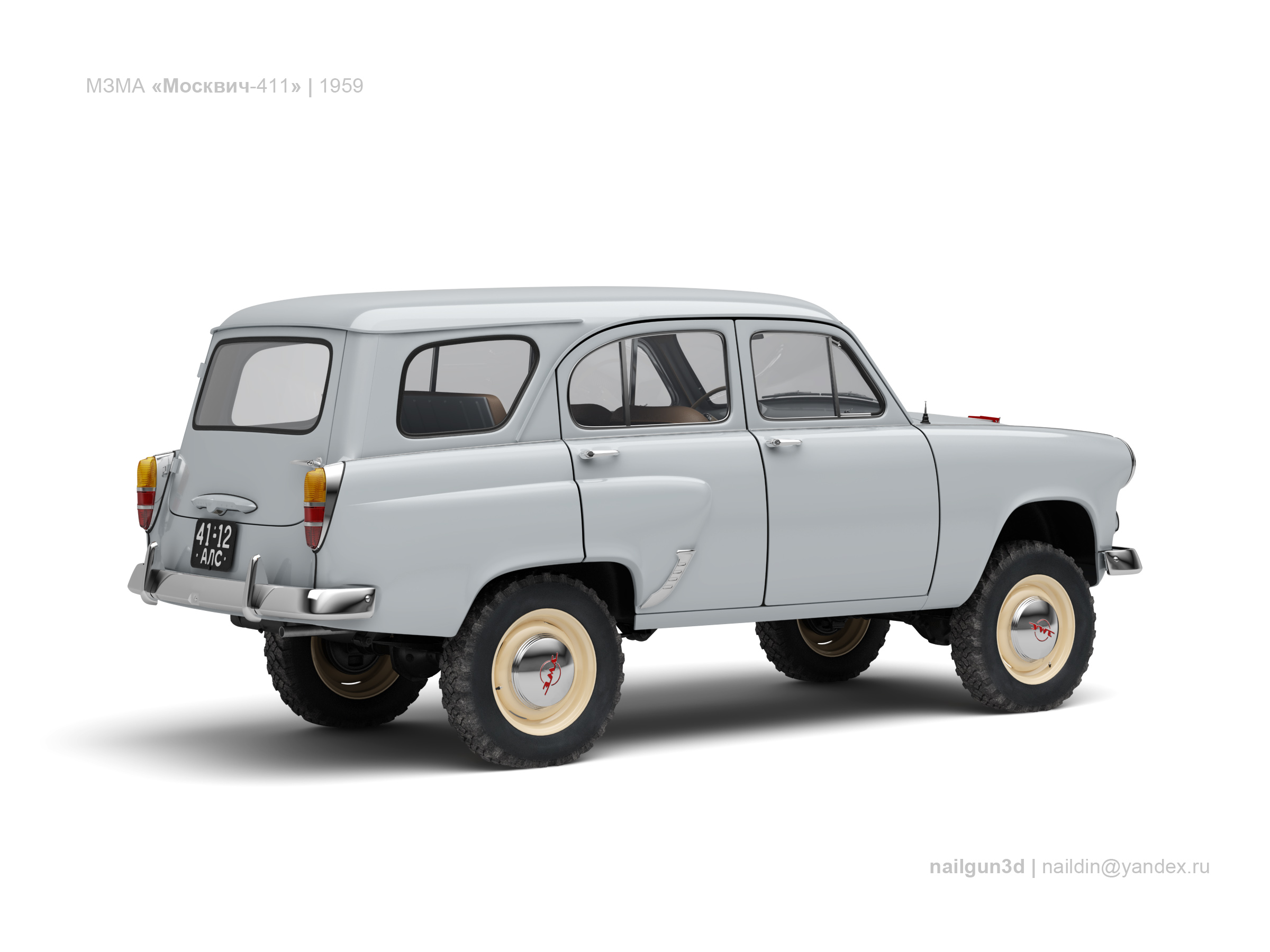
МЗМА "Москвич-411Н" трёхмерная модель
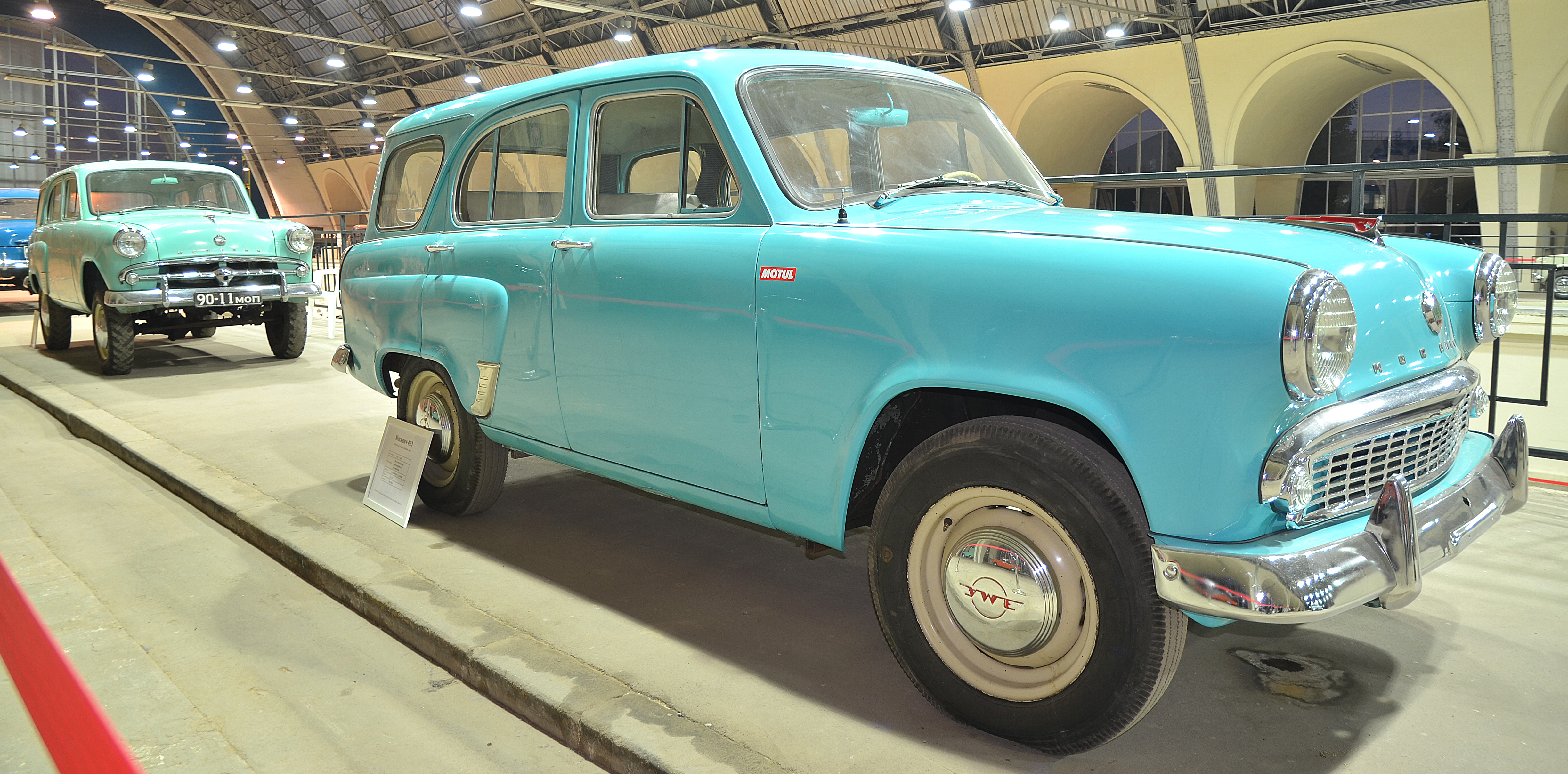